# USS Alfred A. Cunningham
L'USS Alfred A. Cunningham (DD-752) est un destroyer de classe Allen M. Sumner en service dans la marine des États-Unis pendant la Seconde Guerre mondiale. Il est le seul navire nommé en l'honneur de l'aviateur Alfred Austell Cunningham.
Sa quille est posé le 23 février 1944 au chantier naval Bethlehem Steel de Staten Island, à New York. Il est lancé le 3 août 1944, parrainé par Mme Alfred A. Cunningham, et mis en service le 23 novembre 1944 sous le commandement du commander Floyd B. T. Myhre.

## Historique

### Seconde Guerre mondiale
L'Alfred A. Cunningham commence sa carrière en tant que navire d’entraînement pour former les nouveaux équipages de destroyers. En juin 1945, il assiste pour la première fois à une escorte de porte-avions lors d'attaques sur l'île de Wake, alors occupée par les Japonais. À la fin du mois de juin, il sert de piquet radar au large de l’île d’Okinawa, et occupe cette fonction jusqu'à la fin de la bataille en août 1945. Après la capitulation, l'Alfred A. Cunningham rejoint le continent où il est placé en réserve à compter de 1947.

### Guerre de Corée
L'invasion de la Corée du Sud par les forces nord-coréennes en 1950 conduit à sa remise en service et son déploiement avec une force de porte-avions au large de la péninsule coréenne en 1951. Le 19 septembre 1952, alors qu'il est en mission de bombardement de la côte lors de son deuxième déploiement, il est pris pour cible par une batterie côtière armée d'au moins trois canons. Alors qu'il est touché à cinq reprises, plusieurs membres d'équipage jettent une charge de profondeur brûlante par-dessus bord, évitant une possible perte du navire. Treize hommes ont été blessés dans l'incident. Le navire est retourné en service après des réparations urgentes.
Dans les années qui ont suivi la guerre, le Cunningham s'est livré à divers exercices tout en servant de nouveau de bateau d'entraînement. En 1964, le navire apparaît dans le film The Incredible Mr. Limpet de Warner Brothers.

### Guerre du Viêt Nam
En octobre 1965, il patrouille sur les côtes du Nord-Vietnam et dans le golfe du Tonkin, participant ainsi aux bombardements dans la province de Quang Ngai, dans le Sud-Vietnam. En 1967, alors de retour dans la région, le destroyer effectue des missions de sauvetage air-mer pour le USS Bennington. Après une révision, le Cunningham retourne au Vietnam en 1968, période au cours de laquelle il effectue de nouveau des tâches de recherche et de sauvetage. Son dernier déploiement au Vietnam se déroule à la fin de 1969, il est alors chargé de mener des bombardements à terre.

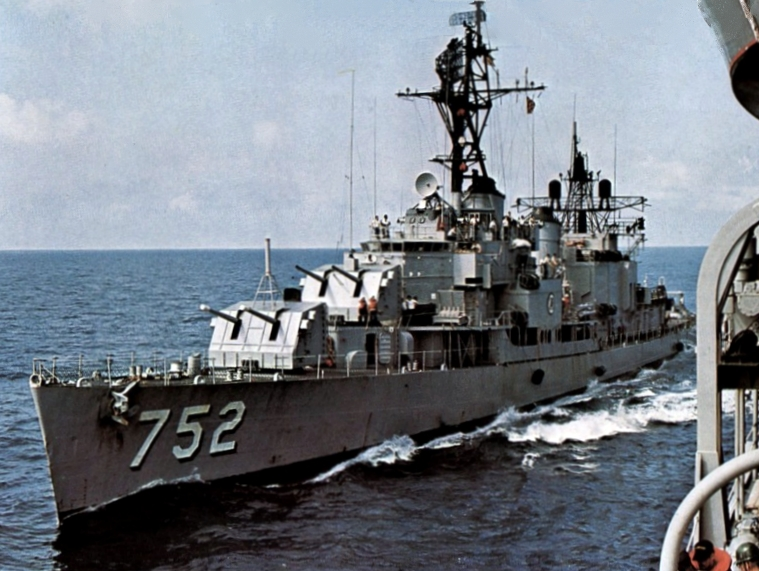
LAlfred A. Cunningham vers 1969.

### Fin de carrière
Retiré du service le 24 février 1971, l'Alfred A. Cunningham est placé en réserve et son nom est rayé du Naval Vessel Register le 1er février 1974. Utilisé comme navire cible pour les essais d'armes au large de la côte de la Californie du Sud, il est coulé après avoir été frappé par cinq bombes guidées laser le 12 octobre 1979.

## Décorations
Le Cunningham a reçu un battle star pour son service pendant la Seconde Guerre mondiale, six pendant la guerre de Corée et sept autres au Vietnam.
En 2007, Walter Hart, un ancien membre d'équipage ayant servi à bord pendant la Seconde Guerre mondiale, a été décoré de la Eagle Scout.